# Puta (Sixpm)
Puta è un singolo del DJ producer italiano Sixpm in collaborazione con i rapper italiani Ghali e Guè, pubblicato il 19 maggio 2023.

## Video musicale
Il video è stato pubblicato il 14 giugno 2023 sul canale YouTube del producer.

## Tracce
Testi di Ghali Amdouni e Cosimo Fini, musiche di Andrea Ferrara.
1. Puta (feat. Ghali & Guè) – 3:07

## Classifiche
| Classifica (2023) | Posizione massima |
| ----------------- | ----------------- |
| Italia            | 40                |